# Agencja interaktywna
Agencja interaktywna – agencja reklamowa specjalizująca się w przygotowaniu i wdrożeniu strategii budowy wizerunku przedsiębiorstw w Internecie na podstawie założeń marketingowych przedstawionych przez klienta.
W 2017 roku budżety marketingowe obsługiwane przez agencje interaktywne w Polsce osiągnęły sumaryczną wartość 2,69 mld złotych. Najwięcej wydają w ten sposób na reklamę firmy z branży farmaceutycznej – aż 409 mln zł w 2018.
Do najpopularniejszych usług proponowanych przez agencje interaktywne należą: projektowanie serwisów WWW, systemów e-commerce i B2B, e-marketing i konsulting internetowy, przygotowywanie i obsługa kampanii reklamowych, hosting, SEM, SEO, pozycjonowanie stron internetowych oraz prowadzenie kampanii w mediach społecznościowych. Agencje tworzą strategie marketingowe, których celem jest duża widoczność klienta w sieci. Kreują profesjonalny wizerunek poprzez publikowanie wartościowych treści, które promowane są przez wiele kanałów komunikacyjnych i trafiają do sprofilowanych odbiorców. Przedsiębiorstwa, które świadczą tak szeroki wachlarz usług, określa się mianem agencji full-service.
Agencji interaktywnych nie należy mylić z agencjami public relations prowadzącymi działania E-PR. Przedsiębiorstwa te, mimo nierzadko zbieżnych celów, wykorzystują inne narzędzia i metody działania.
Etymologia określenia "agencja interaktywna" związana jest z interaktywnością z łac. interactus, co dosłownie oznacza „czyn wzajemny”. W kontekście agencji definiuje się to jako jednoczesne odbieranie informacji oraz reakcje na nią.